# 暴支膺懲
暴支膺懲（日语： Bōshi yōchō），或譯作惩罚暴支，是的縮寫，意為「懲罰兇暴殘忍的支那」。該詞出自中日戰爭期間日本陆军省等部门使用的口號，藉以攻擊中华民国蒋介石政府和遏制排日运动。其中著名的用例有日本首相近衛文麿於1937年8月15日針對盧溝橋事變和通州事件發表的「暴支膺懲聲明」。此一詞在後來的使用中被視為具有強烈軍國主義色彩。在今天此口號仍然在反華的場合中有被使用。

## 背景概要
1937年7月7日，盧溝橋事變爆發，随即7月29日又發生了通州事件，一系列事件使得這個口號頻繁被使用，日本帝國政府以此為由多次舉辦了「暴支膺懲国民大会」。例如在7月21日，日本維新派在日比谷公共會堂召開「暴支膺懲国民大会」，同年9月2日又在東京市的芝公園再度舉行會議。這兩次的會議都是在講如何消滅抗日勢力和共產主義者，很多商界以及政界的人物都參加了這次兩次集會。
第二次世界大戰後，中國共產黨通過國共內戰統治中國大陸，並一直延續到現在。如今「暴支膺懲」一詞也被用作「反中共」運動的標語。

## 近衛文麿的聲明內文
回想起來，事變發生後，帝國隱忍，以不擴大事件爲方針，力圖和平、局部地處理，對於平津地區支那軍屢次的挑戰及非法行爲，我支那駐軍也只是爲了確保交通線及保護我國居留民而不得不採取自衛行動。然而，帝國政府早已提醒南京政府要立刻停止挑釁言行，南京政府不僅不聽我們的勸告，反而對我方備戰，違反嚴守的軍事協定，不顧一切地北上威脅我支那駐軍，而且在漢口上海及其他地方召集士兵，露骨地挑戰，在上海終於向我們開炮，對帝國軍艦進行轟炸。
支那方如此輕侮帝國，以致於我國居留民的生命財產陷入危險之中，作爲帝國，已經到了隱忍限度。懲戒支那軍的暴行，敦促南京政府反省，現在已然採取堅決措施。
對於一向渴望維護東洋和平、期盼日支共存共榮的帝國而言，此局面實屬衷心遺憾。帝國所期望的是日支合作。爲此，帝國除了致力於根絶支那國內的排外抗日運動、鏟除導致此次不祥事件的根本原因外，別無他意，亦絶無絲毫領土野心。同時，帝國也希望促使煽動國民抗日的南京政府與國民黨覺醒；而對於無辜的一般民衆，則絶無任何敵意。對於列國的正當權益，帝國亦將儘最大努力予以尊重與維護，此自不待言。

## 外部連結
- 「兵庫県教育会による「皇軍慰問支那満鮮旅行」に関する研究」宋安寧 （页面存档备份，存于） 神戸大学大学院人間発達環境学研究科研究紀要第2巻第1号 77ページ [有关吗?]